# Resolução 66 do Conselho de Segurança das Nações Unidas

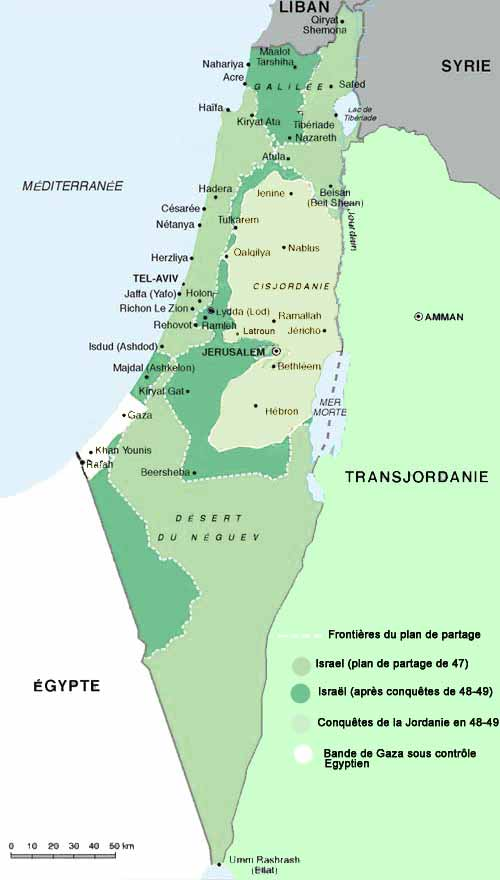
Mapa de Israel e palestina

Resolução 66 do Conselho de Segurança das Nações Unidas, aprovada em 29 de dezembro de 1948, em resposta a um relatório do Mediador Interino sobre as hostilidades que eclodiram no sul da Palestina em 22 de dezembro, apesar das Nações Unidas apelarem para um cessar-fogo, o Conselho exigiu a imediata aplicação da Resolução 61 do Conselho de Segurança das Nações Unidas. A resolução instrui o Mediador Interino em facilitar a supervisão completa da trégua pelos observadores da ONU. A resolução instrui ainda mais a comissão nomeada pela Resolução 61 e a reunir-se em Lake Success, Nova Iorque, em 7 de janeiro para considerar a situação no sul da Palestina e a um relatório ao Conselho sobre a medida em que os governos têm ou não tenham cumprido com as Resoluções 61 e 62. A resolução também convidou Cuba e Noruega para substituir os dois membros que se retiraram da comissão (Bélgica e Colômbia) em 1 de janeiro.
Foi aprovada com 8 votos, com 3 abstenções da Ucrânia, Estados Unidos e a União Soviética.